# 周熊
周熊（1441年—？），字世祥，福建福州府閩縣人，軍籍。明朝政治人物。進士出身。

## 生平
成化四年，福建戊子乡试中舉。成化五年，登己丑科會試中進士，擔任刑部员外郎。

## 家族
曾祖周道熙。祖父周英。父亲周晉，曾任倉大使。